# HD177756
HD177756 — хімічно пекулярна зоря спектрального класу
B8 й має  видиму зоряну величину в смузі V приблизно  3,4.
Вона  розташована на відстані близько 125,2 світлових років від Сонця.

## Пекулярний хімічний склад
Зоряна атмосфера HD177756 має підвищений вміст 
Si
.